# ظ
ظ（ザー, ظاء）はアラビア文字の17番目に位置する文字。古典的フスハー発音では咽頭化または軟口蓋化された有声歯摩擦音（/ð̴/ または /ðˁ/）とされるが、現代口語で広く有声歯茎摩擦音（/ᵶ/ または /zˁ/）が普及しているためラテン文字転写でdh等ではなくzに下点を付した物が慣習的に使われている。

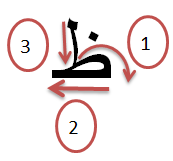
単独形の筆順

フェニキア文字にはこの音を表すための文字が存在しないため、ط から新たに作られた。そのためアラビア語のアブジャド配列でも終盤に配置されている。

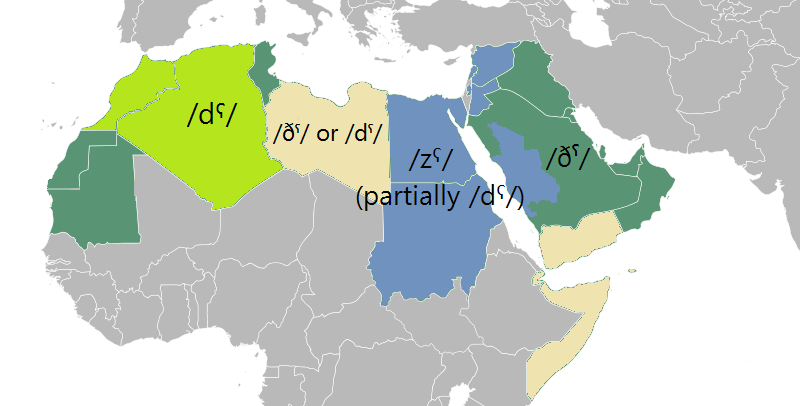
地域によって異なる「ظ」の音価

多くの口語では ض と ظ が同音になり、エジプトではともに /zˁ/ か /dˁ/、イラクではともに /ðˁ/ と発音されるが、フスハーを話すときや、フスハー由来の語では両者は人工的に区別され、ﺽ は /dˁ/、ظ は /ðˁ/ と発音される。
この文字はアラビア語で最も使用頻度の低い文字である。
ペルシア文字およびペルシア文字から派生した多くの文字体系では、ض、ظ、ز、ذ の4文字すべてが /z/ と発音される。

## 符号位置
| 文字 | Unicode | JIS X 0213 | 文字参照        | 説明                |
| ---- | ------- | ---------- | --------------- | ------------------- |
| ظ    | U+0638  | ‐          | &#x638; &#1592; | ザー                |
| ڟ    | U+069F  | ‐          | &#x69F; &#1695; | ハウサ語 ts [(t)sʼ] |